# 豪哈區

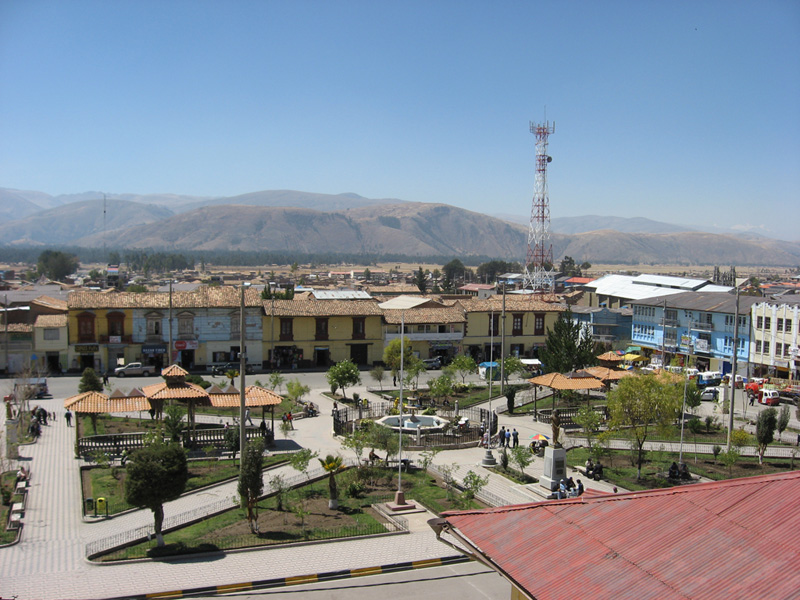

豪哈區（西班牙語：Distrito de Jauja），是秘魯的一個區，位於該國中部胡寧大區的豪哈省，始建於1822年，面積10.1平方公里，海拔高度3,390米，2005年人口16,695，人口密度每平方公里1,700人。